# Liste des députés des Bouches-du-Rhône
 (mai 2025).
Cet article présente la liste des députés des Bouches-du-Rhône siégeant aux États généraux de 1789 puis dans les différentes législatures françaises jusqu'à l'actuelle XVe législature de la Cinquième République.

## Assemblée nationale (VeRépublique)

### XVIIelégislature(2024-)

Couleur politique des députés élus en 2024.

Les députés élus les 29 juin et 6 juillet 2024 sont :
| Circonscription     | Identité                     | Parti | Parti   | Autres mandats                                     | Suppléant             |
| ------------------- | ---------------------------- | ----- | ------- | -------------------------------------------------- | --------------------- |
| 1re circonscription | Monique Griseti              |       | RN      |                                                    | Martine Piazza        |
| 2e circonscription  | Laurent Lhardit              |       | PS      |                                                    | Marie-Hélène Amsallem |
| 3e circonscription  | Gisèle Lelouis               |       | RN      | Conseillère municipale de Marseille.               | Thibaut Charpentier   |
| 4e circonscription  | Manuel Bompard               |       | LFI     |                                                    | Kalila Sevin          |
| 5e circonscription  | Hendrik Davi                 |       | L'Après |                                                    | Pauline Tournier      |
| 6e circonscription  | Olivier Fayssat              |       | RAD     |                                                    | Valérie Toulza        |
| 7e circonscription  | Sébastien Delogu             |       | LFI     |                                                    | Lilia Aziz            |
| 8e circonscription  | Romain Tonussi               |       | RN      |                                                    | Daniel Captier        |
| 9e circonscription  | Joëlle Mélin                 |       | RN      | Conseillère municipale d'Aubagne.                  | Jean-Louis Geiger     |
| 10e circonscription | José Gonzalez                |       | RN      | Conseiller municipal d'Allauch.                    | Stéphane Simond       |
| 11e circonscription | Marc Pena                    |       | app. PS |                                                    | Magali Bailleul       |
| 12e circonscription | Franck Allisio               |       | RN      | Conseiller régional de Provence-Alpes-Côte d'Azur. | Eric Le Disses        |
| 13e circonscription | Emmanuel Fouquart            |       | RN      |                                                    | Gisèle Gonzalez       |
| 14e circonscription | Gérault Verny                |       | RAD     |                                                    | Jean-Pierre Rayne     |
| 15e circonscription | Romain Baubry                |       | RN      | Conseiller municipal de Sénas.                     | Chantal Alex          |
| 16e circonscription | Emmanuel Taché de La Pagerie |       | RN      |                                                    | Valérie Villanove     |

### XVIelégislature(2022-2024)

Couleur politique des députés élus en 2022.

Les députés élus le 19 juin 2022 sont :
| Circonscription     | Identité                                       | Parti | Parti | Autres mandats                                                                          | Suppléant           |
| ------------------- | ---------------------------------------------- | ----- | ----- | --------------------------------------------------------------------------------------- | ------------------- |
| 1re circonscription | Sabrina Agresti-Roubache jusqu'au 20 août 2023 |       | LREM  | Conseillère régionale de Provence-Alpes-Côte d'Azur.                                    | Didier Parakian     |
| 1re circonscription | Didier Parakian à partir du 21 août 2023       |       | LREM  | Conseiller de la métropole d'Aix-Marseille-Provence, conseiller municipal de Marseille. |                     |
| 2e circonscription  | Claire Pitollat                                |       | LREM  |                                                                                         | Christophe Roman    |
| 3e circonscription  | Gisèle Lelouis                                 |       | RN    | Conseillère municipale de Marseille.                                                    | Thibaut Charpentier |
| 4e circonscription  | Manuel Bompard                                 |       | LFI   |                                                                                         | Kalila Sevin        |
| 5e circonscription  | Hendrik Davi                                   |       | LFI   |                                                                                         | Pauline Tournier    |
| 6e circonscription  | Lionel Royer-Perreaut                          |       | LREM  | Maire du cinquième secteur de Marseille.                                                | Emmanuelle Charafe  |
| 7e circonscription  | Sébastien Delogu                               |       | LFI   |                                                                                         | Farida Hamadi       |
| 8e circonscription  | Jean-Marc Zulesi                               |       | LREM  |                                                                                         | Philippe Véran      |
| 9e circonscription  | Joëlle Mélin                                   |       | RN    | Conseillère municipale d'Aubagne.                                                       | Hervé Itrac         |
| 10e circonscription | José Gonzalez                                  |       | RN    | Conseiller municipal d'Allauch.                                                         | Stéphane Simond     |
| 11e circonscription | Mohamed Laqhila                                |       | MoDem |                                                                                         | Françoise Cauwel    |
| 12e circonscription | Franck Allisio                                 |       | RN    | Conseiller régional de Provence-Alpes-Côte d'Azur.                                      | Paulette Alarcon    |
| 13e circonscription | Pierre Dharréville                             |       | PCF   | Conseiller municipal de Martigues.                                                      | Magali Giorgetti    |
| 14e circonscription | Anne-Laurence Petel                            |       | LREM  |                                                                                         | Josy Pignatel       |
| 15e circonscription | Romain Baubry                                  |       | RN    | Conseiller municipal de Sénas.                                                          | Chantal Alex        |
| 16e circonscription | Emmanuel Taché de la Pagerie                   |       | RN    |                                                                                         | Valérie Villanove   |

### XVelégislature(2017-2022)

Couleur politique des députés élus en 2017.

Les députés élus le 18 juin 2017 sont :
| Circonscription     | Identité                                 | Parti | Parti          | Autres mandats                                                                                    | Suppléant             |
| ------------------- | ---------------------------------------- | ----- | -------------- | ------------------------------------------------------------------------------------------------- | --------------------- |
| 1re circonscription | Valérie Boyer jusqu'au 8 octobre 2020    |       | LR             | Maire du sixième secteur de Marseille de Marseille.                                               | Julien Ravier         |
| 1re circonscription | Julien Ravier à partir du 8 octobre 2020 |       | LR             | Maire du sixième secteur de Marseille de Marseille.                                               |                       |
| 2e circonscription  | Claire Pitollat                          |       | LREM           |                                                                                                   | Michel Giusti         |
| 3e circonscription  | Alexandra Louis                          |       | LREM puis Agir |                                                                                                   | Sofiane Zemmouchi     |
| 4e circonscription  | Jean-Luc Mélenchon                       |       | FI             | Député européen, ancien ministre délégué à l'Enseignement professionnel et sénateur de l'Essonne. | Sophie Camard         |
| 5e circonscription  | Cathy Racon-Bouzon                       |       | LREM           |                                                                                                   | Yanis Roussel         |
| 6e circonscription  | Guy Teissier                             |       | LR             | Président du conseil de territoire Marseille-Provence.                                            | Lionel Royer-Perreaut |
| 7e circonscription  | Saïd Ahamada                             |       | LREM           | Adjoint à la maire du huitième secteur de Marseille.                                              | Rachida Tir           |
| 8e circonscription  | Jean-Marc Zulesi                         |       | LREM           |                                                                                                   | Philippe Véran        |
| 9e circonscription  | Bernard Deflesselles                     |       | LR             | Vice-président du conseil régional de Provence-Alpes-Côte d'Azur.                                 | Gérard Gazay          |
| 10e circonscription | François-Michel Lambert                  |       | UDE puis LEF   |                                                                                                   | Claudine Die          |
| 11e circonscription | Mohamed Laqhila                          |       | MoDem          |                                                                                                   | Marion Padellini      |
| 12e circonscription | Éric Diard                               |       | LR             | Maire de Sausset-les-Pins.                                                                        | Eric Le Disses        |
| 13e circonscription | Pierre Dharréville                       |       | PCF            |                                                                                                   | Gaby Charroux         |
| 14e circonscription | Anne-Laurence Petel                      |       | LREM           |                                                                                                   | Dominique Sassoon     |
| 15e circonscription | Bernard Reynès                           |       | LR             | Maire de Châteaurenard.                                                                           | Philippe Ginoux       |
| 16e circonscription | Monica Michel                            |       | LREM           |                                                                                                   | Jérôme Santilli       |

### XIVelégislature(2012-2017)

Couleur politique des députés élus en 2012.

Les députés élus le 17 juin 2012 sont :
| Circonscription     | Identité                                                                  | Parti | Parti               | Autres mandats                                                | Suppléant                     |
| ------------------- | ------------------------------------------------------------------------- | ----- | ------------------- | ------------------------------------------------------------- | ----------------------------- |
| 1re circonscription | Valérie Boyer                                                             |       | UMP                 | Adjointe au maire de Marseille.                               | Didier Zanini                 |
| 2e circonscription  | Dominique Tian                                                            |       | UMP                 | Maire du quatrième secteur de Marseille.                      | Sabine Bernasconi             |
| 3e circonscription  | Sylvie Andrieux jusqu'au 8 décembre 2016                                  |       | DVG (PS avant 2013) | Conseillère municipale de Marseille.                          | Garo Hovsepian                |
| 4e circonscription  | Patrick Mennucci                                                          |       | PS                  | Maire du premier secteur de Marseille.                        | Nassera Benmarnia             |
| 5e circonscription  | Marie-Arlette Carlotti jusqu'au 22 juillet 2012 et à partir du 3 mai 2014 |       | PS                  | Conseillère générale du canton de Marseille-Les Cinq-Avenues. | Avi Assouly                   |
| 5e circonscription  | Avi Assouly du 23 juillet 2012 au 2 mai 2014                              |       | PS                  | Conseiller régional de Provence-Alpes-Côte d'Azur.            |                               |
| 6e circonscription  | Guy Teissier                                                              |       | UMP                 | Maire du cinquième secteur de Marseille.                      | Lionel Royer-Perreaut         |
| 7e circonscription  | Henri Jibrayel                                                            |       | PS                  | Conseiller général du canton de Marseille-Verduron.           | Annie Avanessian              |
| 8e circonscription  | Olivier Ferrand jusqu'au 30 juin 2012                                     |       | PS                  |                                                               | Jean-Pierre Maggi             |
| 8e circonscription  | Jean-Pierre Maggi à partir du 1er juillet 2012                            |       | PS puis DVG         | Maire de Velaux.                                              |                               |
| 9e circonscription  | Bernard Deflesselles                                                      |       | UMP                 | Conseiller régional de Provence-Alpes-Côte d'Azur.            | Patrick Boré                  |
| 10e circonscription | François-Michel Lambert                                                   |       | EÉLV                | Conseiller municipal de Gardanne.                             | Catherine Roman               |
| 11e circonscription | Christian Kert                                                            |       | UMP                 |                                                               | Monique Bouvet                |
| 12e circonscription | Vincent Burroni                                                           |       | PS                  | Maire de Châteauneuf-les-Martigues.                           | Pascale Morbelli              |
| 13e circonscription | Gaby Charroux                                                             |       | FG                  | Maire de Martigues.                                           | Patricia Fernandez-Pedinielli |
| 14e circonscription | Jean-David Ciot                                                           |       | PS                  | Maire du Puy-Sainte-Réparade.                                 | Noëlle Ciccolini-Jouffret     |
| 15e circonscription | Bernard Reynès                                                            |       | UMP                 | Maire de Châteaurenard.                                       | Michèle Cannone               |
| 16e circonscription | Michel Vauzelle                                                           |       | PS                  | Président du conseil régional de Provence-Alpes-Côte d'Azur.  | Frédéric Vigouroux            |

### XIIIelégislature(2007-2012)

Couleur politique des députés élus en 2007.

Les députés élus le 16 juin 2007 sont :
| Circonscription     | Identité                             | Parti | Parti | Autres mandats                                               | suppléant             |
| ------------------- | ------------------------------------ | ----- | ----- | ------------------------------------------------------------ | --------------------- |
| 1re circonscription | Roland Blum                          |       | UMP   | Premier adjoint au maire de Marseille.                       | Robert Assante        |
| 2e circonscription  | Dominique Tian                       |       | UMP   | Maire du quatrième secteur de Marseille.                     | Richard Miron         |
| 3e circonscription  | Jean Roatta jusqu'au 6 décembre 2011 |       | UMP   | Adjoint au maire de Marseille.                               | Arlette Fructus       |
| 3e circonscription  | Vacant à partir du 6 décembre 2011   |       |       |                                                              |                       |
| 4e circonscription  | Henri Jibrayel                       |       | PS    | Vice-président du conseil général des Bouches-du-Rhône.      | Gérard Polizzi        |
| 5e circonscription  | Renaud Muselier                      |       | UMP   | Adjoint au maire de Marseille.                               | Bruno Gilles          |
| 6e circonscription  | Guy Teissier                         |       | UMP   | Maire du cinquième secteur de Marseille.                     | Lionel Royer-Perreaut |
| 7e circonscription  | Sylvie Andrieux                      |       | PS    | Conseillère municipale de Marseille.                         | Garo Hovsepian        |
| 8e circonscription  | Valérie Boyer                        |       | UMP   | Adjointe au maire de Marseille.                              | Michel Bourgat        |
| 9e circonscription  | Bernard Deflesselles                 |       | UMP   | Conseiller régional de Provence-Alpes-Côte d'Azur.           | Patrick Boré          |
| 10e circonscription | Richard Mallié                       |       | UMP   |                                                              | Monique Robineau      |
| 11e circonscription | Christian Kert                       |       | UMP   | Ancien conseiller municipal de Salon-de-Provence.            | Monique Depaermentier |
| 12e circonscription | Éric Diard                           |       | UMP   | Maire de Sausset-les-Pins.                                   | Marie-Lise Guinet     |
| 13e circonscription | Michel Vaxès                         |       | PCF   | Conseiller municipal de Port-de-Bouc.                        | Gaby Charroux         |
| 14e circonscription | Maryse Joissains-Masini              |       | UMP   | Maire d'Aix-en-Provence.                                     | Christian Burle       |
| 15e circonscription | Bernard Reynès                       |       | UMP   | Maire de Châteaurenard.                                      | Jean-Louis Turcan     |
| 16e circonscription | Michel Vauzelle                      |       | PS    | Président du conseil régional de Provence-Alpes-Côte d'Azur. | Claude Vulpian        |

### XIIelégislature(2002-2007)

Couleur politique des députés élus en 2002.

Les députés élus le 16 juin 2002 sont :
| Circonscription     | Identité                | Parti | Parti | Autres mandats                                                     | suppléant             |
| ------------------- | ----------------------- | ----- | ----- | ------------------------------------------------------------------ | --------------------- |
| 1re circonscription | Roland Blum             |       | UMP   | Maire du sixième secteur de Marseille.                             | Pierre Renucci        |
| 2e circonscription  | Dominique Tian          |       | UMP   | Maire du quatrième secteur de Marseille.                           |                       |
| 3e circonscription  | Jean Roatta             |       | UMP   | Maire du premier secteur de Marseille.                             | Robert Assante        |
| 4e circonscription  | Frédéric Dutoit         |       | PCF   | Maire du huitième secteur de Marseille.                            | Simone Hermier        |
| 5e circonscription  | Renaud Muselier         |       | UMP   | Maire du troisième secteur de Marseille.                           | Bruno Gilles (1)      |
| 6e circonscription  | Guy Teissier            |       | UMP   | Maire du cinquième secteur de Marseille.                           | Roger Luccioni        |
| 7e circonscription  | Sylvie Andrieux         |       | PS    | Vice-présidente du conseil régional de Provence-Alpes-Côte d'Azur. | Garo Hovsepian        |
| 8e circonscription  | Christophe Masse        |       | PS    | Vice-président du conseil général des Bouches-du-Rhône.            | Jean Bonat            |
| 9e circonscription  | Bernard Deflesselles    |       | UMP   | Conseiller régional de Provence-Alpes-Côte d'Azur.                 | Patrick Boré          |
| 10e circonscription | Richard Mallié          |       | UMP   | Conseiller général des Bouches-du-Rhône.                           | Monique Robineau      |
| 11e circonscription | Christian Kert          |       | UMP   | Conseiller municipal de Salon-de-Provence.                         | Monique Depaermentier |
| 12e circonscription | Éric Diard              |       | UMP   | Maire de Sausset-les-Pins.                                         | René Gimet            |
| 13e circonscription | Michel Vaxès            |       | PCF   | Conseiller municipal de Port-de-Bouc.                              | Marc Frisicano        |
| 14e circonscription | Maryse Joissains-Masini |       | UMP   | Maire d'Aix-en-Provence.                                           | Bruno Genzana         |
| 15e circonscription | Léon Vachet             |       | UMP   | Conseiller régional de Provence-Alpes-Côte d'Azur.                 | Bernard Ramond        |
| 16e circonscription | Roland Chassain         |       | UMP   | Maire des Saintes-Maries-de-la-Mer.                                | Jean Vernet           |

(1) Bruno Gilles remplaça Renaud Muselier, nommé membre du gouvernement du 19 juillet 2002 au 19 juin 2007.

### XIelégislature(1997-2002)

Couleur politique des députés élus en 1997.

Les députés élus aux élections législatives de 1997 sont :
| Circonscription     | Identité                                             | Parti | Parti    | Autres mandats                                       | suppléant          |
| ------------------- | ---------------------------------------------------- | ----- | -------- | ---------------------------------------------------- | ------------------ |
| 1re circonscription | Roland Blum                                          |       | UDF-DL   | Maire du sixième secteur de Marseille.               | Pierre Renucci     |
| 2e circonscription  | Jean-François Mattei jusqu'au 8 juin 2002            |       | UDF-PPDF | Maire du quatrième secteur de Marseille.             | Dominique Tian     |
| 2e circonscription  | Dominique Tian                                       |       | UDF      |                                                      |                    |
| 3e circonscription  | Jean Roatta                                          |       | UDF-DL   | Maire du premier secteur de Marseille.               | Robert Assante     |
| 4e circonscription  | Guy Hermier jusqu'au 28 juillet 2001                 |       | PCF      | Maire du huitième secteur de Marseille.              | Jean Dufour        |
| 4e circonscription  | Jean Dufour                                          |       | PCF      |                                                      |                    |
| 5e circonscription  | Renaud Muselier                                      |       | RPR      | Maire du troisième secteur de Marseille.             | Robert Villani     |
| 6e circonscription  | Guy Teissier                                         |       | UDF-DL   | Maire du cinquième secteur de Marseille.             | Roger Luccioni     |
| 7e circonscription  | Sylvie Andrieux                                      |       | PS       | Conseillère régionale de Provence-Alpes-Côte d'Azur. | Gilbert Soulet     |
| 8e circonscription  | Marius Masse                                         |       | PS       |                                                      | Jean Bonat         |
| 9e circonscription  | Jean Tardito jusqu'au 16 juillet 1998                |       | PCF      | Maire d'Aubagne.                                     | Rosy Sanna         |
| 9e circonscription  | Alain Belviso du 27 septembre 1998 au 3 février 1999 |       | PCF      | Premier adjoint au maire d'Aubagne                   | Jean Jeanfelme     |
| 9e circonscription  | Bernard Deflesselles à partir du 28 mars 1999        |       | UDF-DL   | Conseiller régional                                  | Patrick Boré       |
| 10e circonscription | Roger Meï                                            |       | PCF      | Maire de Gardanne.                                   | Francis Pellissier |
| 11e circonscription | Christian Kert                                       |       | UDF-DL   |                                                      | Hervé Liberman     |
| 12e circonscription | Henri d'Attilio jusqu'au 10 août 1998                |       | PS       | Maire de Châteauneuf-les-Martigues.                  | Vincent Burroni    |
| 12e circonscription | Vincent Burroni                                      |       | PS       |                                                      |                    |
| 13e circonscription | Michel Vaxès                                         |       | PCF      | Maire de Port-de-Bouc.                               | Marc Frisicano     |
| 14e circonscription | Jean-Bernard Raimond                                 |       | RPR      | Conseiller municipal d'Aix-en-Provence.              | Max Juvénal        |
| 15e circonscription | Léon Vachet                                          |       | RPR      | Conseiller régional de Provence-Alpes-Côte d'Azur.   | Bernard Ramond     |
| 16e circonscription | Michel Vauzelle                                      |       | PS       | Maire d'Arles.                                       | Claude Vulpian     |

### Xelégislature(1993-1997)

Couleur politique des députés élus en 1993.

Les députés élus aux élections législatives de 1993 sont :
| Circonscription     | Identité                                | Parti | Parti    | Autres mandats                                                                                   | Suppléant          |
| ------------------- | --------------------------------------- | ----- | -------- | ------------------------------------------------------------------------------------------------ | ------------------ |
| 1re circonscription | Roland Blum                             |       | UDF-PR   | Conseiller municipal du sixième secteur de Marseille. Conseiller général des Bouches-du-Rhône.   | Pierre Renucci     |
| 2e circonscription  | Jean-François Mattei                    |       | UDF-PR   |                                                                                                  | Ivane Eymieu       |
| 3e circonscription  | Jean Roatta                             |       | UDF-PR   | Conseiller général des Bouches-du-Rhône.                                                         | Romain Vignoli     |
| 4e circonscription  | Guy Hermier                             |       | PCF      | Conseiller municipal du huitième secteur de Marseille.                                           | Jean Dufour        |
| 5e circonscription  | Renaud Muselier                         |       | RPR      | Conseiller général des Bouches-du-Rhône.                                                         | Robert Villani     |
| 6e circonscription  | Guy Teissier                            |       | UDF-PR   | Conseiller municipal du cinquième secteur de Marseille. Conseiller général des Bouches-du-Rhône. | Roger Luccioni     |
| 7e circonscription  | Bernard Leccia                          |       | RPR      | Adjoint au maire de Marseille.                                                                   | Paul Méfret        |
| 8e circonscription  | Marius Masse                            |       | PS       |                                                                                                  | Jean Bonat         |
| 9e circonscription  | Jean Tardito                            |       | PCF      | Maire d'Aubagne.                                                                                 | Rosy Sanna         |
| 10e circonscription | Bernard Tapie jusqu'au 4 septembre 1996 |       | MRG      |                                                                                                  | Roland Povinelli   |
| 10e circonscription | Roger Meï à partir du 20 octobre 1996   |       | PCF      | Maire de Gardanne.                                                                               | Francis Pellissier |
| 11e circonscription | Christian Kert                          |       | UDF-CDS  | Conseiller municipal de Salon-de-Provence.                                                       | Bruno Genzana      |
| 12e circonscription | Henri d'Attilio                         |       | PS       | Maire de Châteauneuf-les-Martigues.                                                              | Georges Batiget    |
| 13e circonscription | Olivier Darrason                        |       | UDF-PR   |                                                                                                  | Serge Pétricoul    |
| 14e circonscription | Jean-Bernard Raimond                    |       | RPR      |                                                                                                  | Max Juvénal        |
| 15e circonscription | Léon Vachet                             |       | RPR      | Conseiller régional de Provence-Alpes-Côte d'Azur.                                               | Bernard Ramond     |
| 16e circonscription | Thérèse Aillaud                         |       | App. RPR | Maire de Tarascon.                                                                               | Bernard Quilici    |

### IXelégislature(1988-1993)

Couleur politique des députés élus en 1988.

Les députés élus aux élections législatives de 1988 sont :
| Circonscription     | Identité                                         | Parti | Parti   | Autres mandats                                                                                   | Suppléant              |
| ------------------- | ------------------------------------------------ | ----- | ------- | ------------------------------------------------------------------------------------------------ | ---------------------- |
| 1re circonscription | Roland Blum                                      |       | UDF-PR  | Conseiller municipal du sixième secteur de Marseille. Conseiller général des Bouches-du-Rhône.   | Pierre Renucci         |
| 2e circonscription  | Jean-Claude Gaudin jusqu'au 24 septembre 1989    |       | UDF-PR  | Conseiller municipal de Marseille.                                                               | Jean-François Mattéi   |
| 2e circonscription  | Jean-François Mattei à partir du 4 décembre 1989 |       | UDF-PR  |                                                                                                  |                        |
| 3e circonscription  | Philippe Sanmarco                                |       | PS      | Adjoint au maire de Marseille.                                                                   | Marie-Arlette Carlotti |
| 4e circonscription  | Guy Hermier                                      |       | PCF     |                                                                                                  | Roger Donadio          |
| 5e circonscription  | Janine Écochard                                  |       | PS      | Conseillère générale des Bouches-du-Rhône.                                                       | Antoine Scelzo         |
| 6e circonscription  | Guy Teissier jusqu'au 26 novembre 1988           |       | UDF-PR  | Conseiller municipal du cinquième secteur de Marseille. Conseiller général des Bouches-du-Rhône. | Georges Grolleau       |
| 6e circonscription  | Bernard Tapie du 29 janvier 1989 au 3 mai 1992   |       | DVG     |                                                                                                  | Jean-Claude Chermann   |
| 6e circonscription  | Jean-Claude Chermann à partir du 3 mai 1992      |       | DVG     |                                                                                                  |                        |
| 7e circonscription  | Michel Pezet                                     |       | PS      | Conseiller régional de Provence-Alpes-Côte d'Azur.                                               | Lucien Weygand         |
| 8e circonscription  | Marius Masse                                     |       | PS      |                                                                                                  | Jean Bonat             |
| 9e circonscription  | Jean Tardito                                     |       | PCF     | Maire d'Aubagne.                                                                                 | Maurice Poli           |
| 10e circonscription | Yves Vidal                                       |       | PS      |                                                                                                  | Roland Povinelli       |
| 11e circonscription | Christian Kert                                   |       | UDF-CDS | Adjoint au maire de Salon-de-Provence.                                                           | Bruno Genzana          |
| 12e circonscription | Henri d'Attilio                                  |       | PS      | Maire de Châteauneuf-les-Martigues.                                                              | Serge Andréoni         |
| 13e circonscription | Paul Lombard                                     |       | PCF     | Maire de Martigues.                                                                              | Michel Vaxès           |
| 14e circonscription | Jean-Pierre de Peretti della Rocca               |       | UDF-CDS |                                                                                                  | Serge Silvain          |
| 15e circonscription | Léon Vachet                                      |       | RPR     | Conseiller régional de Provence-Alpes-Côte d'Azur.                                               | Serge Pampaloni        |
| 16e circonscription | Michel Vauzelle jusqu'au 3 mai 1992              |       | PS      | Conseiller municipal d'Arles.                                                                    | François Bernardini    |
| 16e circonscription | François Bernardini                              |       | PS      | Adjoint au maire d'Istres. Conseiller général des Bouches-du-Rhône.                              |                        |

### VIIIelégislature(1986-1988)
Scrutin proportionnel plurinominal par département, pas de député par circonscription. Les dix députés élus dans les Bouches-du-Rhône sont : Pascal Arrighi (FN), Gabriel Domenech (FN), Ronald Perdomo (FN), Jean Roussel (FN), Roland Blum (UDF), Jean-Pierre de Peretti della Rocca (UDF), Jean-Claude Gaudin (UDF), Jean Roatta (UDF), Gaston Defferre, remplacé, après sa mort le 7 mai 1986, par Jean-Jacques Léonetti (PS), Michel Pezet (PS), Philippe Sanmarco (PS), Jacques Siffre (PS), Michel Vauzelle (PS), Guy Hermier (PCF), Vincent Porelli (PCF) et Maurice Toga (RPR).

### VIIelégislature(1981-1986)
| Circonscription     | Identité              | Parti | Parti  | Autres mandats                                             | Suppléant              |
| ------------------- | --------------------- | ----- | ------ | ---------------------------------------------------------- | ---------------------- |
| 1re circonscription | Hyacinthe Santoni     |       | RPR    | Conseiller général                                         | Joseph Comiti          |
| 2e circonscription  | Jean-Claude Gaudin    |       | UDF-PR |                                                            | Jean Roatta            |
| 3e circonscription  | Gaston Defferre       |       | PS     | Maire de Marseille - Ministre de l'Intérieur               | Philippe Sanmarco (1)  |
| 4e circonscription  | Guy Hermier           |       | PCF    |                                                            | Pascal Posado          |
| 5e circonscription  | René Olmeta           |       | PS     | Adjoint au maire de Marseille                              | Simone Gallix          |
| 6e circonscription  | Edmond Garcin         |       | PCF    |                                                            | Yvette Eimard          |
| 7e circonscription  | Jean-Jacques Léonetti |       | PS     | Rapporteur général du budget de la Ville de Marseille      | Marie-Arlette Carlotti |
| 8e circonscription  | Marius Masse          |       | PS     | Conseiller général                                         | Jean-Luc Vigne         |
| 9e circonscription  | Louis Philibert       |       | PS     | Maire du Puy-Sainte-Réparade, Président du Conseil Général | Pierre Gabert          |
| 10e circonscription | René Rieubon          |       | PCF    |                                                            | Monique Domergue       |
| 11e circonscription | Vincent Porelli       |       | PCF    |                                                            | Marcel Ginoux          |

(1) Philippe Sanmarco remplaça Gaston Defferre, nommé membre du gouvernement, du 24 juillet 1981 au 1er avril 1986.

### VIelégislature(1978-1981)
| Circonscription     | Identité           | Parti | Parti  | Autres mandats                                             | Suppléant           |
| ------------------- | ------------------ | ----- | ------ | ---------------------------------------------------------- | ------------------- |
| 1re circonscription | Joseph Comiti      |       | RPR    |                                                            | Gilbert Rastoin     |
| 2e circonscription  | Jean-Claude Gaudin |       | UDF-PR |                                                            | Élisabeth Joannon   |
| 3e circonscription  | Gaston Defferre    |       | PS     | Maire de Marseille                                         | Jeanne Mazel        |
| 4e circonscription  | Guy Hermier        |       | PCF    |                                                            | Pascal Posado       |
| 5e circonscription  | Georges Lazzarino  |       | PCF    |                                                            | Pierrette Lepizzera |
| 6e circonscription  | Edmond Garcin      |       | PCF    |                                                            | Yvette Eimard       |
| 7e circonscription  | Jeanine Porte      |       | PCF    | Conseiller général                                         | Roger Donadio       |
| 8e circonscription  | Marcel Tassy       |       | PCF    | Conseiller général                                         | Colette Chauvin     |
| 9e circonscription  | Louis Philibert    |       | PS     | Maire du Puy-Sainte-Réparade, Président du Conseil Général | Pierre Gabert       |
| 10e circonscription | René Rieubon       |       | PCF    |                                                            | Monique Domergue    |
| 11e circonscription | Vincent Porelli    |       | PCF    |                                                            | Marcel Ginoux       |

### Velégislature(1973-1978)
| Circonscription     | Identité          | Parti | Parti | Autres mandats                                             | Suppléant         |
| ------------------- | ----------------- | ----- | ----- | ---------------------------------------------------------- | ----------------- |
| 1re circonscription | Joseph Comiti     |       | UDR   |                                                            | Marcel Pujol      |
| 2e circonscription  | Charles-Émile Loo |       | PS    | Adjoint au maire de Marseille                              | Yvette Fuillet    |
| 3e circonscription  | Gaston Defferre   |       | PS    | Maire de Marseille                                         | Robert Vigouroux  |
| 4e circonscription  | François Billoux  |       | PCF   |                                                            | Pascal Posado (1) |
| 5e circonscription  | Georges Lazzarino |       | PCF   |                                                            | Paul Biaggini     |
| 6e circonscription  | Edmond Garcin     |       | PCF   |                                                            | Yvette Eimard     |
| 7e circonscription  | Paul Cermolacce   |       | PCF   | Conseiller général                                         | Roger Donadio     |
| 8e circonscription  | Jean Masse        |       | PS    | Adjoint au maire de Marseille                              | Lucien Weygand    |
| 9e circonscription  | Louis Philibert   |       | PS    | Maire du Puy-Sainte-Réparade, Président du Conseil Général | Pierre Gabert     |
| 10e circonscription | René Rieubon      |       | PCF   |                                                            | Roger Meï         |
| 11e circonscription | Vincent Porelli   |       | PCF   | Conseiller général - Maire de Port-Saint-Louis-du-Rhône    | Marcel Ginoux     |

(1) Pascal Posado remplaça François Billoux, décédé, du 15 janvier au 2 avril 1978.

### IVelégislature(1968-1973)
| Circonscription     | Identité         | Parti | Parti | Autres mandats                                             | Suppléant       |
| ------------------- | ---------------- | ----- | ----- | ---------------------------------------------------------- | --------------- |
| 1re circonscription | Joseph Comiti    |       | UDR   |                                                            | Henri Arnaud    |
| 2e circonscription  | Pierre Lucas     |       | UDR   |                                                            | Jean Luciani    |
| 3e circonscription  | Gaston Defferre  |       | SFIO  | Maire de Marseille                                         | Noël Luciani    |
| 4e circonscription  | François Billoux |       | PCF   |                                                            | Pascal Posado   |
| 5e circonscription  | Robert Gardeil   |       | RI    |                                                            | Georges Hébert  |
| 6e circonscription  | Edmond Garcin    |       | PCF   |                                                            | Yvette Eimard   |
| 7e circonscription  | Paul Cermolacce  |       | PCF   | Conseiller général                                         | Roger Donadio   |
| 8e circonscription  | Jean Masse       |       | SFIO  | Adjoint au maire de Marseille                              | Paul Pasquini   |
| 9e circonscription  | Louis Philibert  |       | SFIO  | Maire du Puy-Sainte-Réparade, Président du Conseil Général | Félix Ciccolini |
| 10e circonscription | René Rieubon     |       | PCF   |                                                            | Paul Lombard    |
| 11e circonscription | Charles Privat   |       | SFIO  | Conseiller général - Maire d'Arles                         | Alexis Crouzet  |

### IIIelégislature(1967-1968)
| Circ. | Nom               | Parti | Parti       | Autres mandats                                            | Suppléant(e)    |
| ----- | ----------------- | ----- | ----------- | --------------------------------------------------------- | --------------- |
| 1re   | Bastien Leccia    |       | CIR (FGDS)  |                                                           | Michel Pezet    |
| 2e    | Charles-Émile Loo |       | SFIO (FGDS) | Adjoint au maire de Marseille                             | Yvette Fuillet  |
| 3e    | Gaston Defferre   |       | SFIO (FGDS) | Maire de Marseille                                        | Noël Luciani    |
| 4e    | François Billoux  |       | PCF         |                                                           | Pascal Posado   |
| 5e    | Pierre Doize      |       | PCF         |                                                           | Yvonne Estachy  |
| 6e    | Edmond Garcin     |       | PCF         |                                                           | Roger Giana     |
| 7e    | Paul Cermolacce   |       | PCF         | Conseiller général                                        | Roger Donadio   |
| 8e    | Jean Masse        |       | SFIO (FGDS) | Adjoint au maire de Marseille                             | Paul Pasquini   |
| 9e    | Louis Philibert   |       | SFIO (FGDS) | Maire du Puy-Sainte-Réparade Président du Conseil Général | Félix Ciccolini |
| 10e   | René Rieubon      |       | PCF         |                                                           | Paul Lombard    |
| 11e   | Charles Privat    |       | SFIO (FGDS) | Conseiller général Maire d'Arles                          | Alexis Crouzet  |

### IIelégislature(1962-1967)
| Circonscription     | Identité                | Parti | Parti | Autres mandats                                             | Suppléant       |
| ------------------- | ----------------------- | ----- | ----- | ---------------------------------------------------------- | --------------- |
| 1re circonscription | Pierre Marquand-Gairard |       | UNR   |                                                            | Maurice Régnier |
| 2e circonscription  | Daniel Matalon          |       | SFIO  |                                                            | Gaëtan Jayle    |
| 3e circonscription  | Gaston Defferre         |       | SFIO  | Maire de Marseille                                         | Noël Luciani    |
| 4e circonscription  | François Billoux        |       | PCF   |                                                            | Yvon Guichard   |
| 5e circonscription  | Pierre Doize            |       | PCF   |                                                            | Yvonne Estachy  |
| 6e circonscription  | Edmond Garcin           |       | PCF   |                                                            | Roger Giana     |
| 7e circonscription  | Paul Cermolacce         |       | PCF   | Conseiller général                                         | Henri Pagès     |
| 8e circonscription  | Jean Masse              |       | SFIO  | Adjoint au maire de Marseille                              | Paul Pasquini   |
| 9e circonscription  | Louis Philibert         |       | SFIO  | Maire du Puy-Sainte-Réparade, Président du Conseil Général | Félix Ciccolini |
| 10e circonscription | René Rieubon            |       | PCF   |                                                            | Paul Lombard    |
| 11e circonscription | Charles Privat          |       | SFIO  | Conseiller général - Maire d'Arles                         | Pierre Ferrier  |

### Irelégislature(1958-1962)
| Circ. | Nom Parti politique | Nom Parti politique                                                    | Autres mandats                   | Suppléant(e)         |
| ----- | ------------------- | ---------------------------------------------------------------------- | -------------------------------- | -------------------- |
| 1re   |                     | Henry Bergasse Centre national des indépendants et paysans             |                                  | Théophile Lombard    |
| 2e    |                     | Jean Fraissinet Modérés                                                |                                  | Étienne Girbal       |
| 3e    |                     | Charles Colonna d'Anfriani Centre national des indépendants et paysans |                                  | Aimé Gourdan         |
| 4e    |                     | François Billoux Parti communiste français                             |                                  | Jacqueline Cristofol |
| 5e    |                     | Francis Ripert Centre national des indépendants et paysans             |                                  | Jean Chiappe         |
| 6e    |                     | Francis Leenhardt Section française de l'Internationale ouvrière       |                                  | Jean Graille         |
| 7e    |                     | Paul Cermolacce Parti communiste français                              | Conseiller général               | Henri Pagès          |
| 8e    |                     | Pascal Marchetti Union pour la nouvelle République                     |                                  | Maurice Bertrand     |
| 9e    |                     | René Hostache Union pour la nouvelle République                        |                                  | Jean-Claude Vidal    |
| 10e   |                     | Denis Padovani Section française de l'Internationale ouvrière          |                                  | Pierre Matraja       |
| 11e   |                     | Charles Privat Section française de l'Internationale ouvrière          | Conseiller général Maire d'Arles | Pierre Ferrier       |

## Assemblée nationale (IVeRépublique)
Sous la IVe République, les élections législatives se déroulent sous forme de scrutin proportionnel plurinominal par département.

### IIIelégislature (1956 - 1958)
| Nom                                                  | Parti | Parti |
| ---------------------------------------------------- | ----- | ----- |
| Jean Cristofol mort le 21 novembre 1957              |       | PCF   |
| Pierre Doize (remplaçant)                            |       | PCF   |
| Adrien Mouton                                        |       | PCF   |
| François Billoux                                     |       | PCF   |
| Lucien Lambert                                       |       | PCF   |
| Yvonne Estachy                                       |       | PCF   |
| Paul Cermolacce                                      |       | PCF   |
| Félix Gouin                                          |       | SFIO  |
| Francis Leenhardt                                    |       | SFIO  |
| Jean Masse                                           |       | SFIO  |
| Henry Bergasse                                       |       | CNIP  |
| Alexis Pelat                                         |       | UFF   |
| Marius Baryelon élection invalidée le 7 février 1956 |       | UFF   |
| Max Juvénal (remplaçant)                             |       | SFIO  |

### IIelégislature (1951 - 1955)
| Nom                     | Parti | Parti |
| ----------------------- | ----- | ----- |
| Jean Cristofol          |       | PCF   |
| Adrien Mouton           |       | PCF   |
| François Billoux        |       | PCF   |
| Lucien Lambert          |       | PCF   |
| Yvonne Estachy          |       | PCF   |
| Paul Cermolacce         |       | PCF   |
| Félix Gouin             |       | SFIO  |
| Francis Leenhardt       |       | SFIO  |
| Gaston Defferre         |       | SFIO  |
| Léon Martinaud-Déplat   |       | PRRRS |
| Germaine Poinso-Chapuis |       | MRP   |
| Michel Carlini          |       | RPF   |
| Henry Bergasse          |       | RPF   |

### Irelégislature (1946 - 1951)
Jean Cristofol (PCF)
Adrien Mouton (PCF)
François BIlloux (PCF)
Lucien Lambert (PCF)
Paul Cermolacce (PCF)
Raymonde Tillon (PCF)
Félix Gouin (SFIO)
Francis Leenhardt (SFIO)
Gaston Defferre (SFIO)
Germaine Poinso-Chapuis (MRP)
Gabriel Valay (MRP)
Raymond Cayol (MRP)
Henry Bergasse (PRL)

## Gouvernement provisoire de la République française
Les deux élections législatives organisées pendant le gouvernement provisoire de la République française se déroulent sous forme de scrutin proportionnel plurinominal par département.

### Assemblée nationale constituante de 1946(2 juin 1946 - 27 novembre 1946)
- Raymonde Tillon (PCF)
- Paul Cermolacce (PCF)
- François BIlloux (PCF)
- Adrien Mouton (PCF)
- Jean Cristofol (PCF)
- Gaston Defferre (SFIO)
- Francis Leenhardt (SFIO)
- Max Juvénal (SFIO)
- Félix Gouin (SFIO)
- Raymond Cayol (MRP)
- Gabriel Valay (MRP)
- Germaine Poinso-Chapuis (MRP)
- Henry Bergasse (PRL)

### Assemblée nationale constituante de 1945(21 octobre 1945 - 2 juin 1946)
- François Billoux (PCF)
- Raymonde Tillon (PCF)
- Paul Cermolacce (PCF)
- Adrien Mouton (PCF)
- Jean Cristofol (PCF)
- Gaston Defferre (SFIO)
- Francis Leenhardt (SFIO)
- Max Juvénal (SFIO)
- Irène Cichetto (SFIO)
- Félix Gouin (SFIO)
- Alexandre Chazeaux (MRP)
- Germaine Poinso-Chapuis (MRP)
- Raoul Francou (MRP)

## Comité français de la Libération nationale

### Assemblée consultative provisoire de Paris(7 novembre 1944 - 5 novembre 1945)
Le gouvernement provisoire est créé officiellement le 3 juin 1944 et reconnu par les alliés le 23 octobre 1944, ce qui met fin plus officiellement à l'État français, qui n'est jamais reconnu par les deux assemblées consultatives.

## Chambre des députés (Troisième République)

### Irelégislature(8 mars 1876 - 25 juin 1877)
- Maurice Rouvier
- Émile Bouchet
- Édouard Lockroy
- Augustin Tardieu
- Xavier Bouquet
- Alexandre Labadié
- François Raspail

### IIelégislature(7 novembre 1877 - 27 octobre 1881)
- Maurice Rouvier
- Émile Bouchet
- Édouard Lockroy
- Joseph Teissier de Cadillan invalidé en 1878, remplacé par Augustin Tardieu
- Xavier Bouquet
- Alexandre Labadié
- François Raspail mort en 1878, remplacé par Henri Amat

### IIIelégislature(28 octobre 1881 - 9 novembre 1885)
- Clovis Hugues
- Félix Granet
- Camille Pelletan
- Victor Leydet (homme politique)
- Maurice Rouvier
- Paul Peytral
- Émile Bouchet démissionne en 1884

### IVelégislature(10 novembre 1885 - 11 novembre 1889)
- Clovis Hugues
- Antide Boyer
- Félix Granet
- Joseph Chevillon
- Camille Pelletan
- Victor Leydet (homme politique)
- Jean-Baptiste Pally mort en 1888, remplacé par Félix Pyat
- Paul Peytral

### Velégislature(12 novembre 1889 - 14 octobre 1893)
- Marseille-2 : Auguste Bouge, Radical
- Marseille-5 : Antide Boyer, Socialiste
- Marseille-4 : Félix Granet, Républicain radical
- Aix-2 : Camille Pelletan, Radical
- Aix-1 : Victor Leydet, Républicain
- Marseille-1 : Paul Peytral, Radical
- Marseille-3 : Jules Charles-Roux, Républicain
- Arles : Antoine Lagnel, Républicain radical

Source : journal Le Temps du 24 septembre et du 8 octobre 1889 sur Gallica,.

### VIelégislature(15 octobre 1893 - 31 mai 1898)
- Marseille-1 : Paul Peytral, Républicain, élu sénateur en 1894, remplacé par Maximilien Carnaud, Socialiste
- Aix-1 : Victor Leydet, Républicain, élu sénateur en 1897, remplacé par Gabriel Baron, Socialiste
- Marseille-2 : Auguste Bouge, Radical
- Marseille-5 : Antide Boyer, Socialiste
- Marseille-4 : Joseph Chevillon, Radical
- Aix-2 : Camille Pelletan, Radical
- Marseille-3 : Jules Charles-Roux, Républicain
- Arles : Antoine Lagnel, Radical

Source : journal Le Temps du 22 août et du 5 septembre 1893 sur Gallica,.

### VIIelégislature(1erjuin 1898- 31 mai 1902)
- Aix-1 : Camille Perreau, Républicain
- Marseille-1 : Maximilien Carnaud, Socialiste collectiviste
- Marseille-3 : Joseph Thierry, Républicain
- Arles : Henri Michel, Radical Socialiste
- Marseille 2 : Bernard Cadenat, Socialiste révolutionnaire
- Marseille-5 : Antide Boyer, Socialiste
- Marseille-4 : Joseph Chevillon, Radical Socialiste
- Aix-2 : Camille Pelletan, Radical Socialiste

Source : journal Le Temps du 10 mai et du 24 mai 1898 sur Gallica,.

### VIIIelégislature(1erjuin 1902- 31 mai 1906)
- Marseille-5 : Jean-Baptiste Ripert, Radical
- Marseille-1 : Maximilien Carnaud, Socialiste
- Aix-1 : Gabriel Baron, Radical Socialiste
- Marseille-3 : Joseph Thierry, Républicain
- Arles : Henri Michel, Radical Socialiste
- Marseille-2 : Bernard Cadenat, Socialiste
- Marseille-6 : Antide Boyer, Socialiste
- Aix-2 : Camille Pelletan, Radical Socialiste
- Marseille-4 : Henri Brisson, Radical

Source : journal Le Temps du 29 avril et du 13 mai 1902 sur Gallica,.

### IXelégislature(1erjuin 1906- 31 mai 1910)
- Marseille-6 : Antide Boyer, Socialistes unifiés, élu sénateur le 3 janvier 1909, remplacé par Fernand Bouisson, Socialistes unifiés, élu le 14 mars 1909
- Marseille-1 : Maximilien Carnaud, Socialistes unifiés
- Aix-1 : Gabriel Baron, Socialiste
- Marseille-5 : Vincent Carlier, Socialistes unifiés
- Marseille-3 : Joseph Thierry, Républicain progressiste
- Arles : Henri Michel, Radical Socialiste
- Marseille-2 : Bernard Cadenat, Socialistes unifiés
- Aix-2 : Camille Pelletan, Radical Socialiste
- Marseille-4 : Henri Brisson, Radical

Sources : Journal Le Temps du 6 et du 22 mai 1906 sur Gallica - ,.

### Xelégislature(1erjuin 1910- 31 mai 1914)
- Marseille-4 : Henri Brisson, Gauche radicale, Président de la Chambre des députés, mort le 13 avril 1912, remplacé par Frédéric Chevillon, Gauche radicale, élu le 21 juillet 1912
- Marseille-6 : Fernand Bouisson, Radical socialiste
- Arles : Anatole Sixte-Quenin, Socialistes unfiés
- Aix-1 : André Lefèvre, Républicain socialiste
- Aix-2 : Camille Pelletan, Radical socialiste, élu sénateur en 1912, remplacé par Auguste Girard, Radical socialiste, élu le 24 mars 1912
- Marseille-3 : Joseph Thierry, Républicain progressiste
- Marseille-1 : Jean-Baptiste Amable Chanot, Républicain progressiste
- Marseille-5 : Auguste Bouge, Républicain progressiste
- Marseille-2 : Bernard Cadenat, Socialistes unifiés

Sources : Journal Le Temps du 24 avril et du 8 mai 1910 sur Gallica - ,.

### XIelégislature(1erjuin 1914- 7 décembre 1919)
- Marseille-4 : Frédéric Chevillon, Gauche radicale, Mort pour la France le 21 février 1915, non remplacé
- Marseille-6 : Fernand Bouisson, SFIO
- Arles : Anatole Sixte-Quenin, SFIO
- Marseille-1 : Benoît Bergeon, Républicain socialiste
- Aix-1 : André Lefèvre, Union républicaine radicale et socialiste
- Aix-2 : Auguste Girard, Radical socialiste
- Marseille-3 : Joseph Thierry, Gauche démocratique, mort le 22 septembre 1918, non remplacé
- Marseille-5 : Auguste Bouge, Gauche démocratique
- Marseille-2 : Bernard Cadenat, SFIO

Sources : Journal Le Temps du 28 avril et du 12 mai 1914 sur Gallica - ,.

### XIIelégislature(8 décembre 1919 - 31 mai 1924)
Les élections législatives de 1919 furent organisées au scrutin proportionnel de liste. Elles marquèrent au niveau national la victoire du "Bloc national" de centre-droit.
Liste du Parti socialiste unifié
- Fernand Bouisson, SFIO
- Fernand Morucci, SFIO
- Jean Canavelli, SFIO
- Henri Maurel, SFIO

Liste de Concentration républicaine
- Hubert Giraud, Entente républicaine démocratique
- Adrien Artaud, Entente républicaine démocratique
- Victor Jean, Parti radical et radical-socialiste
- André Lefèvre, Gauche républicaine démocratique
- Auguste Girard, Parti radical et radical-socialiste

Source : Barodet sur le site de l'Assemblée Nationale - https://bibnum.sciencespo.fr/s/catalogue/ark:/46513/sc16m2kz#?c=&m=&s=&cv=

### XIIIelégislature(1erjuin 1924- 31 mai 1928)
Les élections législatives de 1924 furent organisées au scrutin proportionnel de liste. Elles marquèrent au niveau national national la victoire du "Cartel des gauches".
Première circonscription
Liste du Cartel des gauches
- Henri Tasso, SFIO
- Fernand Bouisson, SFIO
- Jean Canavelli, SFIO
- Bernard Cadenat, SFIO
- Rémy Roux, SFIO

Liste d'Union républicaine démocratique
- Joseph Vidal, Gauche républicaine démocratique, conseiller général
- Joseph-Louis Régis, Gauche républicaine démocratique, conseiller général

Deuxième circonscription
Liste du Cartel des gauches
- Auguste Girard, Parti radical et radical-socialiste, mort le 24 juin 1927, non remplacé
- Victor Jean, Parti radical et radical-socialiste
- Félix Gouin, SFIO, conseiller général, maire d'Istres

Source : Barodet, sur le site de l'Assemblée Nationale - https://bibnum.sciencespo.fr/s/catalogue/ark:/46513/sc16m1m0#?c=&m=&s=&cv=

### XIVelégislature(1erjuin 1928- 31 mai 1932)
Les élections législatives furent au scrutin d'arrondissement majoritaire à deux tours de 1928 à 1936.
- Marseille-3 : Simon Sabiani, Indépendant de Droite
- Aix-1 : Félix Gouin, SFIO
- Marseille-1 : Henri Tasso, SFIO
- Marseille-2 : Bernard Cadenat, SFIO, mort le 1er août 1930, remplacé par Toussaint Ambrosini, SFIO, élu le 26 octobre 1930
- Aix-2 : Fabien Albertin, SFIO
- Marseille-4 : Joseph-Louis Régis, Républicain de gauche (modéré)
- Marseille-8 : Fernand Bouisson, SFIO
- Marseille-5 : Alphonse Honnorat, Républicain de gauche (modéré)
- Arles : Anatole Sixte-Quenin, SFIO
- Marseille-7 : Joseph Vidal, Action démocratique et sociale
- Marseille-6 : Rémy Roux, SFIO

Source : Élections législatives 22-29 avril 1928 de Georges Lachapelle - https://gallica.bnf.fr/ark:/12148/bpt6k320439r.texteImage#

### XVelégislature(1erjuin 1932- 31 mai 1936)
- Marseille-5 : Raymond Vidal, SFIO
- Marseille-3 : Simon Sabiani, Gauche indépendante
- Marseille-6 : Marius Étienne Boyer, Gauche radicale (Radicaux indépendants)
- Aix-1 : Félix Gouin, SFIO
- Marseille-1 : Henri Tasso, SFIO
- Marseille-2 : Toussaint Ambrosini, SFIO
- Aix-2 : Fabien Albertin, SFIO
- Marseille-8 : Fernand Bouisson, SFIO
- Arles : Anatole Sixte-Quenin, SFIO
- Marseille-7 : Joseph Vidal, Centre Républicain, décédé le 5 avril 1936, non remplacé
- Marseille-4 : Eugène Pierre, Indépendant

### XVIelégislature(1erjuin 1936- 31 mai 1942)
Un décret de 1939 a prolongé de deux ans le mandat de la législature élue en 1936
- Marseille-3 : François Billoux, PC-SFIC, déchu de son mandat le 21 janvier 1940 [36].
- Arles : Adrien Mouton, PC-SFIC, déchu de son mandat le 21 janvier 1940 [37].
- Marseille-2 : Jean Cristofol, PC-SFIC, déchu de son mandat le 21 janvier 1940 [38].
- Marseille-6 : Albert Lucchini, SFIO
- Marseille-5 : Raymond Vidal, SFIO
- Marseille-4 : Henry Ponsard, Républicains indépendants et d'action sociale
- Marseille-1 : Henri Tasso, SFIO, élu sénateur en 1938, remplacé par Toussaint Franchi, SFIO, élu le 2 avril 1939
- Marseille-7 : André Daher, Fédération républicaine
- Aix-1 : Félix Gouin, SFIO
- Aix-2 : Fabien Albertin, SFIO
- Marseille-8 : Fernand Bouisson, Non-inscrit, proche de la Gauche indépendante

## Assemblée nationale(1871-1876)
- Henri Amat, Gauche républicaine
- Maurice Rouvier, Extrême gauche
- Paul-Émile Bouchet, Union républicaine, élu le 7 janvier 1872
- Augustin Tardieu, Union républicaine
- Pierre Lanfrey, Centre gauche
- Paul Challemel-Lacour, Union républicaine
- Adolphe Fraissinet, Centre gauche
- Gustave Heirieis, Gauche républicaine, décédé le 14 décembre 1872
- Eugène Pelletan, Union républicaine
- Alphonse Esquiros, Extrême gauche
- Alexandre Clapier, Centre gauche

## Corps législatif (Second Empire)

### IVeLégislature(1869-1870)
- Léon Gambetta
- Calixte Bournat
- Alphonse Esquiros
- Jules Laugier de Chartrouse Meifren

### IIIeLégislature(1863-1869)
- Calixte Bournat
- Jules Laugier de Chartrouse Meifren
- Pierre Marie de Saint-Georges
- Pierre-Antoine Berryer décédé en 1868

### IIeLégislature(1857-1863)
- Émile Rigaud
- Jules Laugier de Chartrouse Meifren
- Edmond Canaple

### IreLégislature(1852-1857)
- Émile Rigaud
- Bonaventure de La Cropte de Chantérac démissionne en 1854, remplacé par Edmond Canaple
- Bernard Remacle démissionne en 1855, remplacé par Jules Laugier de Chartrouse Meifren

## Assemblée nationale législative(28/05/1849-02/12/1851)
- Jean-Joseph-François Poujoulat
- Emmanuel-Paul-Gabriel-Joseph Barthélemy
- Pierre-Marius-Frédéric Pascal
- Antoine Sauvaire de Barthélemy
- Gustave de Laboulie
- Louis Reybaud
- Marius Mérentié
- Pierre-Antoine Berryer
- Joseph Marcellin Rullière
- Louis Jacques Marie Fournier

## Assemblée nationale constituante(4 mai 1848 - 26 mai 1849)
- Louis Marius Astouin
- Louis Jean Pascal
- Alexandre Rey (homme politique)
- Jean-Joseph-François Poujoulat
- Emmanuel-Paul-Gabriel-Joseph Barthélemy
- Henri Lacordaire démissionne en 1848
- Antoine Sauvaire de Barthélemy
- Gustave de Laboulie
- Louis Reybaud
- Démosthène Ollivier
- Alphonse de Lamartine
- Pierre-Antoine Berryer
- Louis Marie de Lahaye de Cormenin

## Chambre des députés (Monarchie de Juillet)

### IreLégislature(1830-1831)
- Adolphe Thiers
- Barthélémy Verdillon, invalidé, remplacé par André-Élisée Reynard
- Alexandre Pataille
- Guillaume Michel Jérôme Meiffren Laugier
- Augustin-Eudes-Joseph Durand
- François de Bausset

### IIeLégislature(1831-1834)
- André-Élisée Reynard
- Adolphe Thiers
- Alexandre Pataille
- Guillaume Michel Jérôme Meiffren Laugier
- Félix de Beaujour
- Joseph Gras de Préville
- Louis Honoré Arnavon, démissionnaire en octobre 1831

### IIIeLégislature(1834-1837)
- Gustave de Laboulie
- André-Élisée Reynard
- Louis Reybaud
- Adolphe Thiers
- Pierre-Antoine Berryer
- Joseph André Raybaud
- Joseph Gras de Préville

### IVeLégislature(1837-1839)
- André-Élisée Reynard
- Louis Reybaud
- Adolphe Thiers
- Paul de Fougères de Villandry
- Fabricius Paranque
- Pierre-Antoine Berryer
- Joseph André Raybaud

### VeLégislature(1839-1842)
- Alfred de Surian
- Eugène de Grille d'Estoublon
- André-Élisée Reynard
- Adolphe Thiers
- Pierre-Antoine Berryer
- Joseph Gras de Préville

### VIeLégislature(1842-1846)
- Alfred de Surian
- Eugène de Grille d'Estoublon
- André-Élisée Reynard
- Adolphe Thiers
- Pierre-Antoine Berryer
- Joseph Gras de Préville

### VIIeLégislature(17 août 1846 - 24 février 1848)
- Paul de Gasparin
- Eugène de Grille d'Estoublon
- André-Élisée Reynard
- Louis Reybaud
- Alexandre Clapier
- Adolphe Thiers
- Pierre-Antoine Berryer

## Chambre des députés des départements (2eRestauration)

### Velégislature(23 juin 1830-28 juillet 1830)
- Barthélémy Verdillon
- Pierre Honoré Marie de Roux
- Guillaume Michel Jérôme Meiffren Laugier
- Jean-Marie Pardessus
- François de Bausset

### IVelégislature(1828-1830)
- Joseph Antoine Thomas
- Pierre Honoré Marie de Roux
- Guillaume Michel Jérôme Meiffren Laugier
- Jean-Marie Pardessus
- Jean-Baptiste Meyran de Lagoy
- Barthélémy Thomas Strafforello
- François de Bausset

### IIIelégislature(1824-1827)
- Gabriel Donnadieu
- Pierre Honoré Marie de Roux
- Jean-Marie Pardessus
- Barthélémy Thomas Strafforello
- François de Bausset

### IIelégislature(1816-1823)
- Gabriel Donnadieu
- Pierre Honoré Marie de Roux
- François Hippolyte Sairas
- Jean-Marie Pardessus
- Jean-Baptiste Meyran de Lagoy
- Barthélémy Thomas Strafforello
- François de Bausset
- Nicolas Rolland

### Irelégislature(1815–1816)
- Charles Jean-Baptiste Jacques Édouard Reynaud de Trets
- Jean-Baptiste Meyran de Lagoy
- François de Bausset
- Nicolas Rolland

## Chambre des représentants (Cent-Jours)
- Pierre Fabry-Chailan
- Antoine Baudile Rassis
- Alexis-Joseph Rostand
- François Omer Granet
- Jean Boulant
- Joseph Jérôme Siméon
- Antoine-Ignace Anthoine
- Jean-Honoré Salavy
- Justinien-Victor Somis

## Chambre des députés des départements (1reRestauration)
- Toussaint-Bernard Émeric-David
- Alexandre de Fauris de Saint-Vincens

## Corps législatif(1800-1814)
| Nom                                                     | Nomination par le Sénat conservateur (Date) | Fin de mandat (Date) |
| ------------------------------------------------------- | ------------------------------------------- | -------------------- |
| Étienne François Clary (1757-1823)                      | 25 décembre 1799                            | 1er juillet 1804     |
| Toussaint-Bernard Émeric-David (1755-1839)              | 2 mai 1809                                  | 1er juillet 1815     |
| Alexandre de Fauris de Saint-Vincens (1750-1819)        | 2 mai 1809                                  | 4 juin 1814          |
| François Lagrange (1754-1816)                           | 25 décembre 1799                            | 17 juin 1804         |
| Louis Maximillien Toussaint Noguier-Malijay (1743-1808) | 10 décembre 1803                            | 23 décembre 1808     |
| Pierre Dominique François Xavier Sauvaire (1766-1813)   | 2 mai 1809                                  | 15 novembre 1813     |
| Joseph Michel Antoine Servan (1737-1807)                | 10 décembre 1803                            | 1er juillet 1807     |
| Pierre Teissier (1747-1800)                             | 25 décembre 1799                            | 2 mars 1800          |
| Antoine Pierre Jaubert (1748-1822)                      | 9 juin 1802                                 | 1er juillet 1808     |

## Conseil des Cinq-Cents(1795-1799)
- Denis-Marie Pellissier
- Antoine Balthazar Joseph d'André
- François Blain
- Théodore Chabert
- André Joseph Jourdan
- Amédée Willot
- Joseph Jérôme Siméon
- Louis Natoire
- Louis Maximillien Toussaint Noguier-Malijay
- Polycarpe Constans

## Convention nationale(1792-1795)
12 députés et 7 suppléants

### Députés
1. Jean-Raymond Mourraille, maire de Marseille. Refuse le mandat de député et est remplacé par Laurens, le 1er octobre 1792.
2. Jean Duprat, maire d'Avignon, député à l'Assemblée législative sans siéger. Guillotiné à Paris le 9 brumaire an II (31 octobre 1793). Est remplacé par Leblanc de Serval le 22 nivôse an II (11 janvier 1794).
3. François Trophime Rebecqui, commissaire pour l'organisation des districts. Démissionnaire le 9 avril 1793. Est remplacé par Minvielle.
4. Charles Barbaroux, homme de loi. Est exécuté à Bordeaux le 7 messidor an II (25 juin 1794), est remplacé dès le 20 août 1793, par Bernard.
5. François Omer Granet, administrateur du département, ancien député à la Législative.
6. Pierre-Toussaint Durand de Maillane, homme de loi, ancien Constituant.
7. Thomas-Augustin de Gasparin, capitaine d'infanterie, ancien député à la Législative, commissaire à l'armée du midi, meurt en mission dans le département de Vaucluse.
8. Moyse Bayle, procureur général syndic du département.
9. Pierre Marie Baille, membre du directoire du département. Décédé pendant le siège de Toulon en novembre 1793.
10. Stanislas Joseph François Xavier Rovère, ancien officier au mousquetaire du roi. Est affecté au département de Vaucluse formé par le décret de la Convention du 25 juin 1793.
11. Claude Romain Lauze de Perret, ancien député à la Législative, guillotiné à Paris le 10 brumaire an II (31 octobre 1793).
12. Jean-Louis Carra. Opte pour Saône-et-Loire. Est remplavé par Pellissier.

### Suppléants
1. Edmond-Louis-Alexis Dubois-Crancé, élu 1er député des Ardennes et prenant séance en cette qualité.
2. Denis-Marie Pellissier, député suppléant à la Législative, médecin à Daint-Remi. Remplace Carra qui a opté pour Saône-et-Loire.
3. Bernard Laurens, électeur de Marseille, remplace le 1er octobre 1792, Mourraille qui a refusé le mandat de député.
4. Agricol Minvielle, électeur d'Avignon, remplace Rebecquy démissionnaire. Est condamné à mort le 9 brumaire an II (30 octobre 1793).
5. Marc-Antoine Bernard. Remplace Barbaroux le 20 août 1793. Est guillotiné le 3 pluviôse an II (22 janvier 1794).
6. Jean-Baptiste-Benoît Le Blanc de Servane. Remplace Duprat le 22 nivôse an II (11 janvier 1794).
7. Le Roi d'Embleville. Est nommé dans une élection complémentaire et n'a pas siégé.

## Assemblée législative (1791-1792)
11 députés et 3 suppléants

### Députés
1. Étienne Martin, négociant, maire de Marseille. Est démissionnaire le 2 août 1792. Sa démission n'a pas été acceptée.
2. Pierre-Antoine Antonelle, maire d'Arles.
3. Henri Pellicot, administrateur du directoire du département.
4. Jean Antoine Archier, de Saint-Chamas, administrateur du département.
5. François Omer Granet, administrateur du directoire du département.
6. Jean Espariat, président du tribunal du district d'Aix.
7. Mathieu Mauche, juge de paix à Tarascon.
8. Mathieu Blanc-Gilli, négociant, administrateur du département.
9. Claude Romain Lauze de Perret, habitant d'Apt.
10. Thomas-Augustin de Gasparin, capitaine au second régiment d'infanterie, ci-devant Picardie.
11. Joseph Fiacre Olivier de Gérente, député du district du Vaucluse, rattaché aux Bouches-du-Rhône par le décret du 26 mars 1792 (admis le 27 août 1792).

### Suppléants
1. Puech, maire de Martigues.
2. Pellissier (Denis Marie), médecin à Saint-Rémy-de-Provence.
3. Victor-Roux, maire de Cassis.

## États généraux puis Assemblée constituante de 1789
Le département des Bouches-du-Rhône a été créé le 4 mars 1790, en application de la loi du 22 décembre 1789.
Représentants aux États généraux puis Assemblée constituante de 1789